# Ambrym du Nord
L’ambrym du Nord est une langue océanienne parlée par 5 250 locuteurs dans le nord d’Ambrym au Vanuatu. Elle comporte au moins deux dialectes : le magam et l’olal.